# Douy
Douy ist eine Ortschaft und eine ehemalige französische Gemeinde mit 569 Einwohnern (Stand: 1. Januar 2019) im Département Eure-et-Loir in der Region Centre-Val de Loire. Sie gehörte zum Kanton Brou im Arrondissement Châteaudun.
Douy wurde mit Wirkung vom 1. Januar 2017 mit den früheren Gemeinden Charray, Cloyes-sur-le-Loir, Autheuil, La Ferté-Villeneuil, Le Mée, Montigny-le-Gannelon, Romilly-sur-Aigre und Saint-Hilaire-sur-Yerre zur Commune nouvelle Cloyes-les-Trois-Rivières zusammengeschlossen und hat in der neuen Gemeinde den Status einer Commune déléguée.
Nachbarorte sind Saint-Denis-les-Ponts im Norden, La Chapelle-du-Noyer im Osten, Autheuil im Süden und Saint-Hilaire-sur-Yerre im Westen.

## Bevölkerungsentwicklung

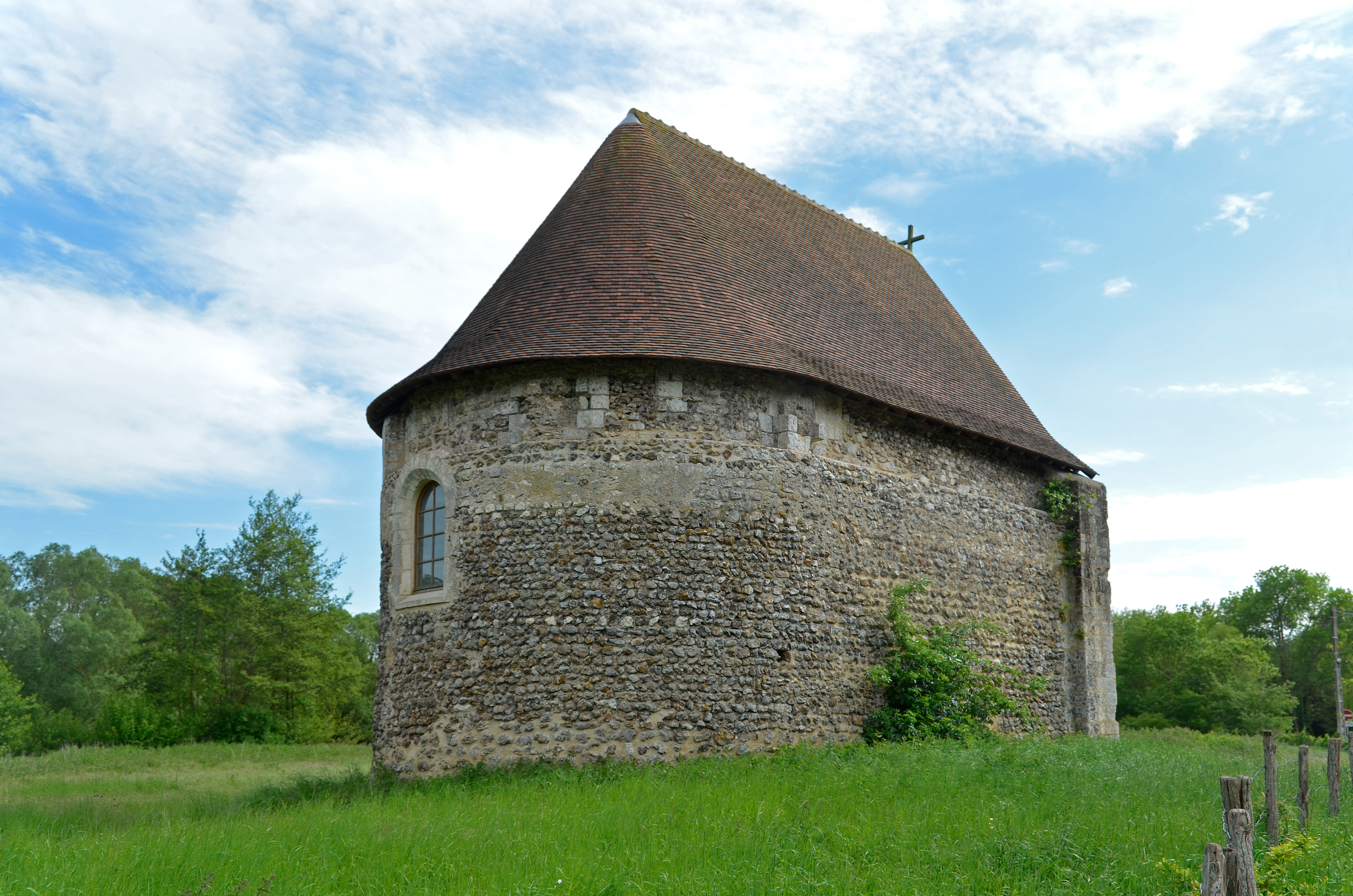
Priorei Saint-Julien

| Jahr      | 1962 | 1968 | 1975 | 1982 | 1990 | 1999 | 2008 | 2015 |
| --------- | ---- | ---- | ---- | ---- | ---- | ---- | ---- | ---- |
| Einwohner | 352  | 300  | 314  | 359  | 436  | 447  | 502  | 560  |